# Devagoudanahatti, Gokak
Devagoudanahatti là một làng thuộc tehsil Gokak, huyện Belgaum, bang Karnataka, Ấn Độ.